# Lilleküla
Lilleküla est un quartier du district de  Kristiine à Tallinn en Estonie.

## Description
En 2019, Lilleküla compte 25 748 habitants.
Sa superficie est de 5,46 km2 ce qui en fait le plus grand quartier de l'arrondissement de Kristiine et le quatrième quartier de Tallinn en termes de superficie après Ülemistejärve, Sõjamäe et Pääsküla.
Ses quartiers limitrophes sont Pelgulinn, Kassisaba, Uus Maailm, Kitseküla, Tondi, Siili, Sääse, Kadaka, Mustjõe et Merimetsa.
Les rues de Lilleküla sont: Asumis on Algi põik, Algi tänav, Artelli tänav, Auli tänav, Endla tänav, Forelli tänav, Haigru tänav, Haki tänav, Hane tänav, Hauka tänav, Heinavälja tänav, Humala tänav, Hüübi tänav, Iirise tänav, Kaarna tänav, Kadaka tee, Kajaka tänav, Kannikese tänav, Kasvu tänav, Kauri tänav, Keemia tänav, Kibuvitsa tänav, Kirsi tänav, Kiuru tänav, Koovitaja tänav, Koskla tänav, Kotka tänav, Kotkapoja tänav, Krookuse tänav, Krüüsli tänav, Kukulinnu tänav, Kuldnoka tänav, Kullerkupu tänav, Kulli tänav, Kure tänav, Kõrgepinge tänav, Käbliku tänav, Kännu tänav, Käo tänav, Lagle puiestee, Laki tänav, Leevikese tänav, Lehe tänav, Lennuse tänav, Liblika tänav, Liimi tänav, Lille tänav, Linnu tee, Loo tänav, Luige tänav, Maasika tänav, Madara tänav, Marja tänav, Mehaanika tänav, Meika tänav, Meleka tänav, Meriski tänav, Metalli tänav, Metsise tänav, Mineraali tänav, Mingi tänav, Mooni tänav, Mureli tänav, Mustamäe tee, Mustasõstra tänav, Muti tänav, Mõtuse tänav, Nepi tänav, Nirgi tänav, Nõmme põik, Nõmme tee, Paldiski maantee, Pirni tänav, Püü põik, Püü tänav, Ronga tänav, Rästa põik, Rästa tänav, Räägu tänav, Seemne tänav, Siidisaba tänav, Sinika tänav, Spordi tänav, Sule tänav, Sõpruse puiestee, Sõstra tänav, Talviku tänav, Tedre põik, Tedre tänav, Tihase tänav, Tiiva tänav, Tikutaja tänav, Tildri tänav, Tulbi tänav, Tulika tänav, Tulika põik, Tuuliku tänav, Tüve tänav, Vaarika tänav, Varese põik, Varese tänav, Vesipapi tänav, Veskimetsa tänav, Vihitaja tänav, Vindi tänav, Viu tänav, Vuti tänav, Võrse tänav, Võrsiku tänav, Välja tänav, Värvi tänav et Ülase tänav.

## Population
| 2008   | 2010   | 2011   | 2012   | 2013   | 2014   |
| ------ | ------ | ------ | ------ | ------ | ------ |
| 23 053 | 23 356 | 23 512 | 23 723 | 23 875 | 24 522 |

| 2015   | 2016   | 2017   | 2018   | 2019   | 2020   |
| ------ | ------ | ------ | ------ | ------ | ------ |
| 24 939 | 25 518 | 26 051 | 26 246 | 25 748 | 25 940 |

| 2021   | 2022   | - | - | - | - |
| ------ | ------ | - | - | - | - |
| 25 869 | 25 525 | - | - | - | - |

## Lieux et monuments
Lillekülas abrite, entre-autres, le centre commercial de Kristiine, les Archives nationales (et) et le Musée de l'informatique (et), l'Institut de soins de santé de Tallinn (et), le séminaire de pédagogie de l'Université de Tallinn (et), le lycée Kristiine et le lycée de Lilleküla,
Lilleküla comprend le parc Cederhelm (et), le parc Charlottental (et), le Parc Löwenruh, le parc Räägu (et) et le jardin Otto Kramer (et).

## Transports
Des lignes de trolleybus longent Paldiski maantee (trolleybus n° 1, 5), Endla tänav (n° 3), Mustamäe tee (n° 1, 5) et du boulevard Sõpruse (n° 3, 4). 
Les lignes de bus n° 8, 9, 16, 21, 21B, 22, 23, 24, 26, 26A, 28, 32, 33, 35, 42, 67, 72 desservent le quartier.
La ligne ferroviaire de Tallinn à Keila passe par Lilleküla. Dans le quartier se trouve la gare de Lilleküla, ouverte en 1928. 
Les trains R11 (Tallinn - Pääsküla), R12 (Tallinn - Keila), R13 (Tallinn - Kloogaranna), R14 (Tallinn - Paldiski) et R16 (Tallinn - Turba) s'y arrêtent.

## Galerie

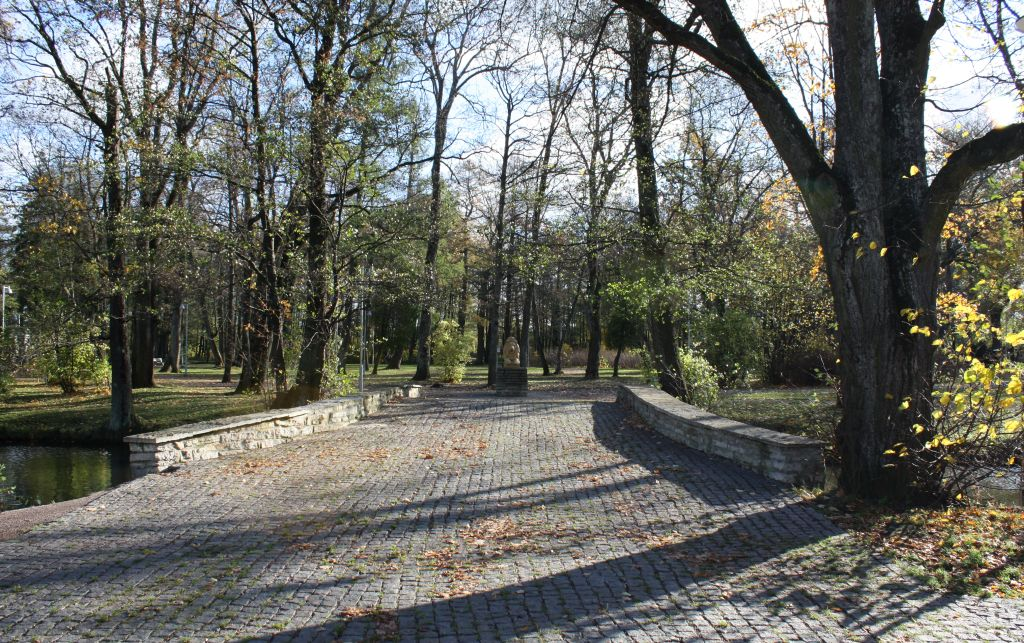
Parc Löwenruh
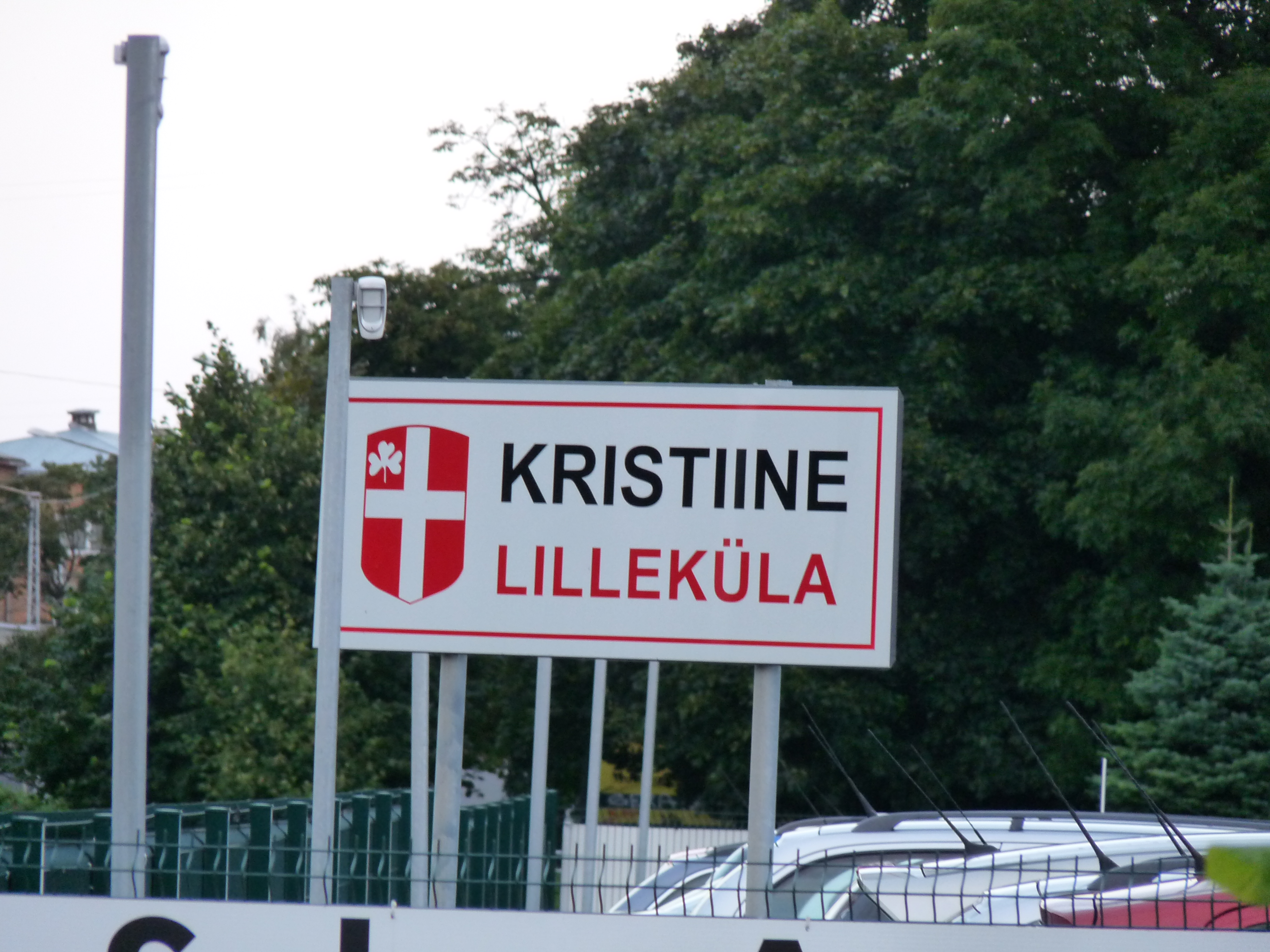
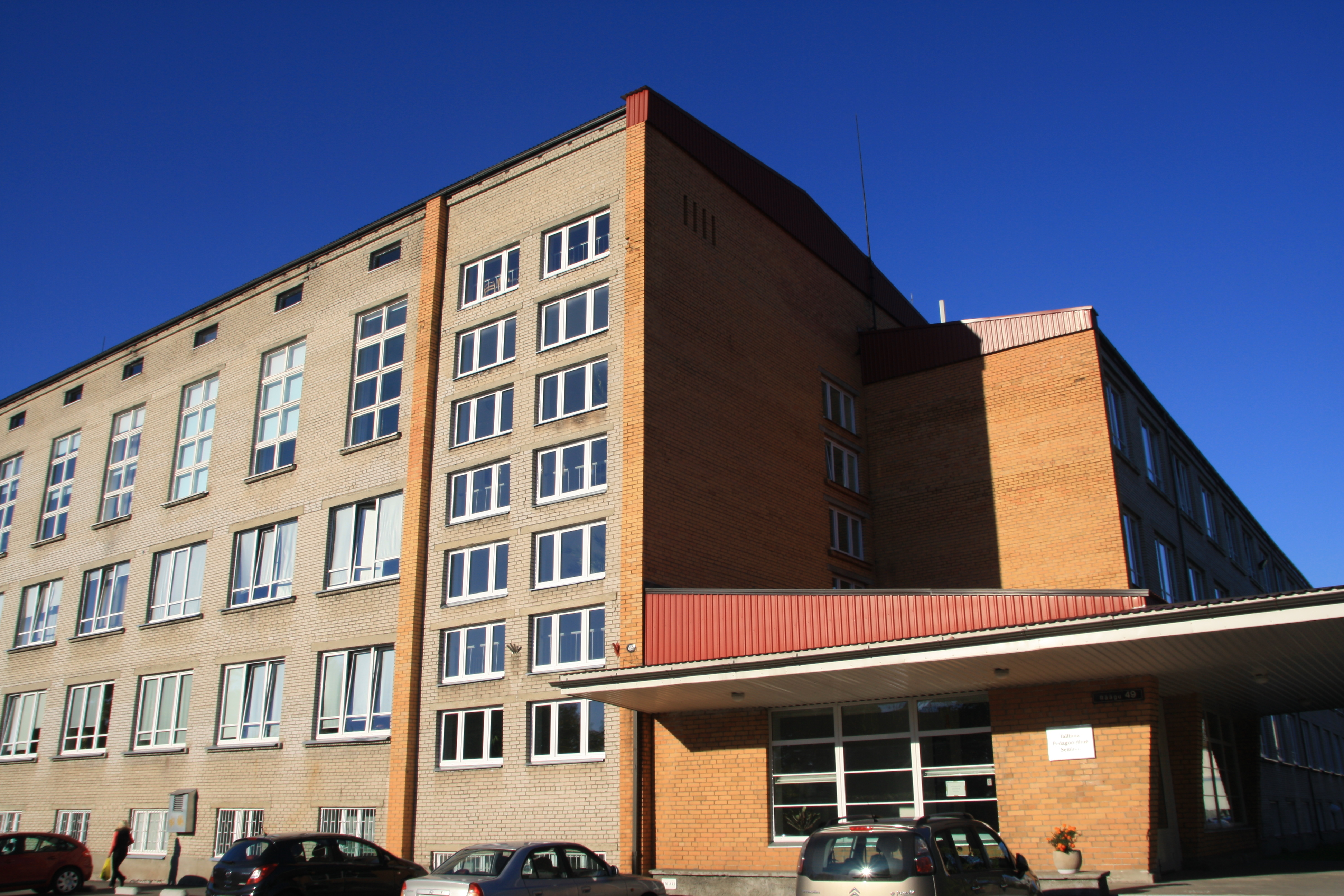
Séminaire de pédagogie.
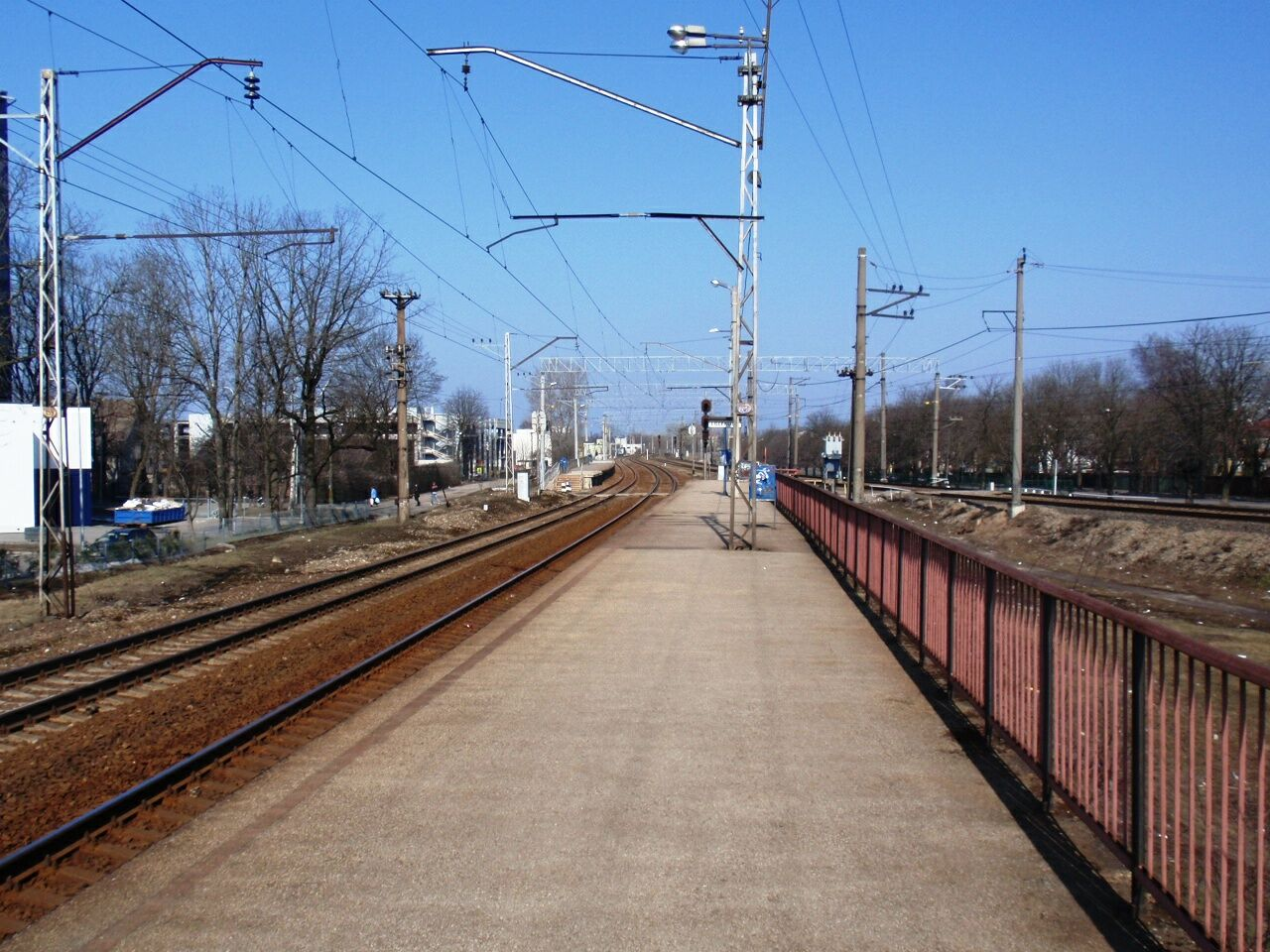
Gare de Lilleküla.

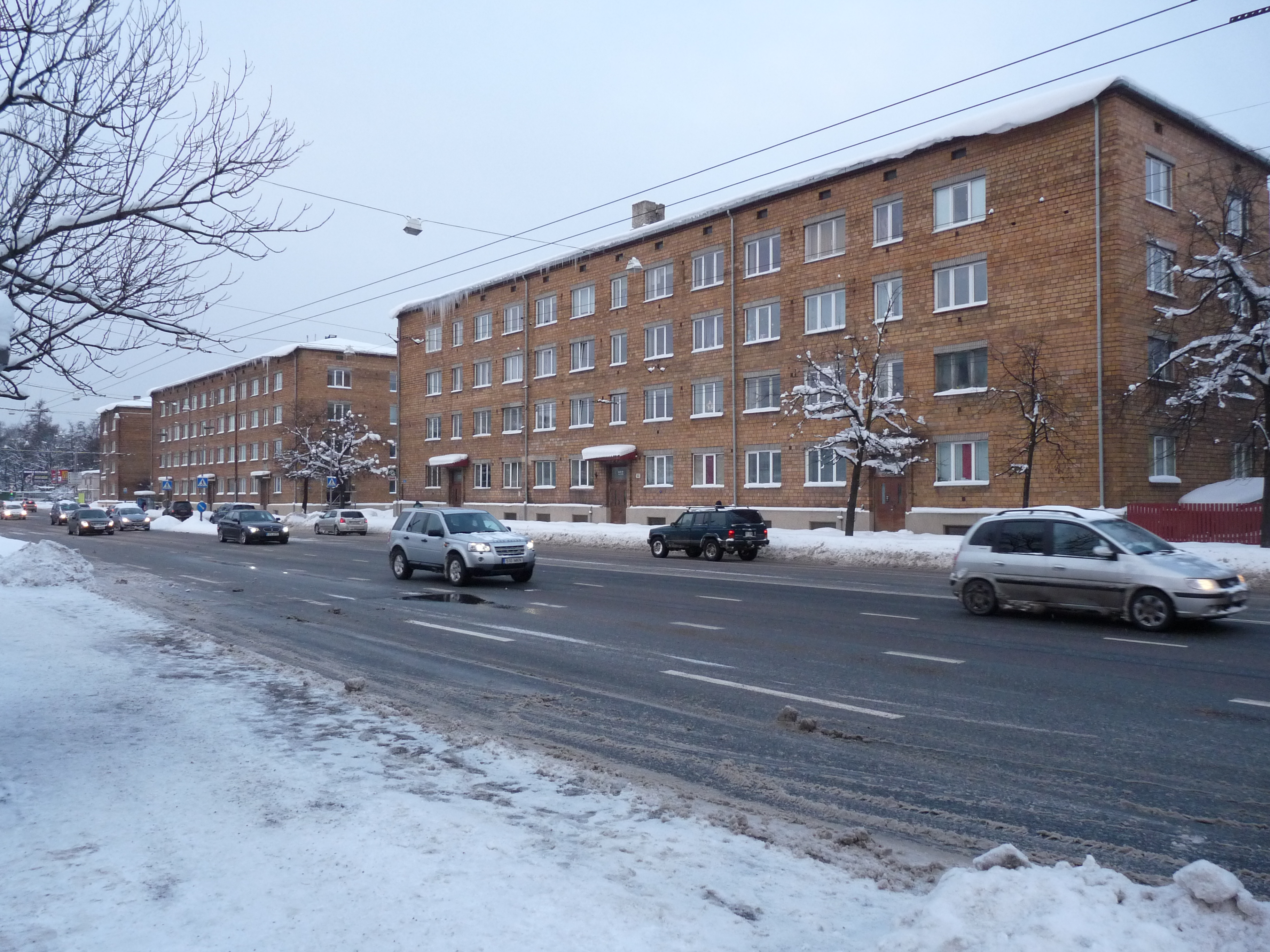
Habitations dans la rue Endla.
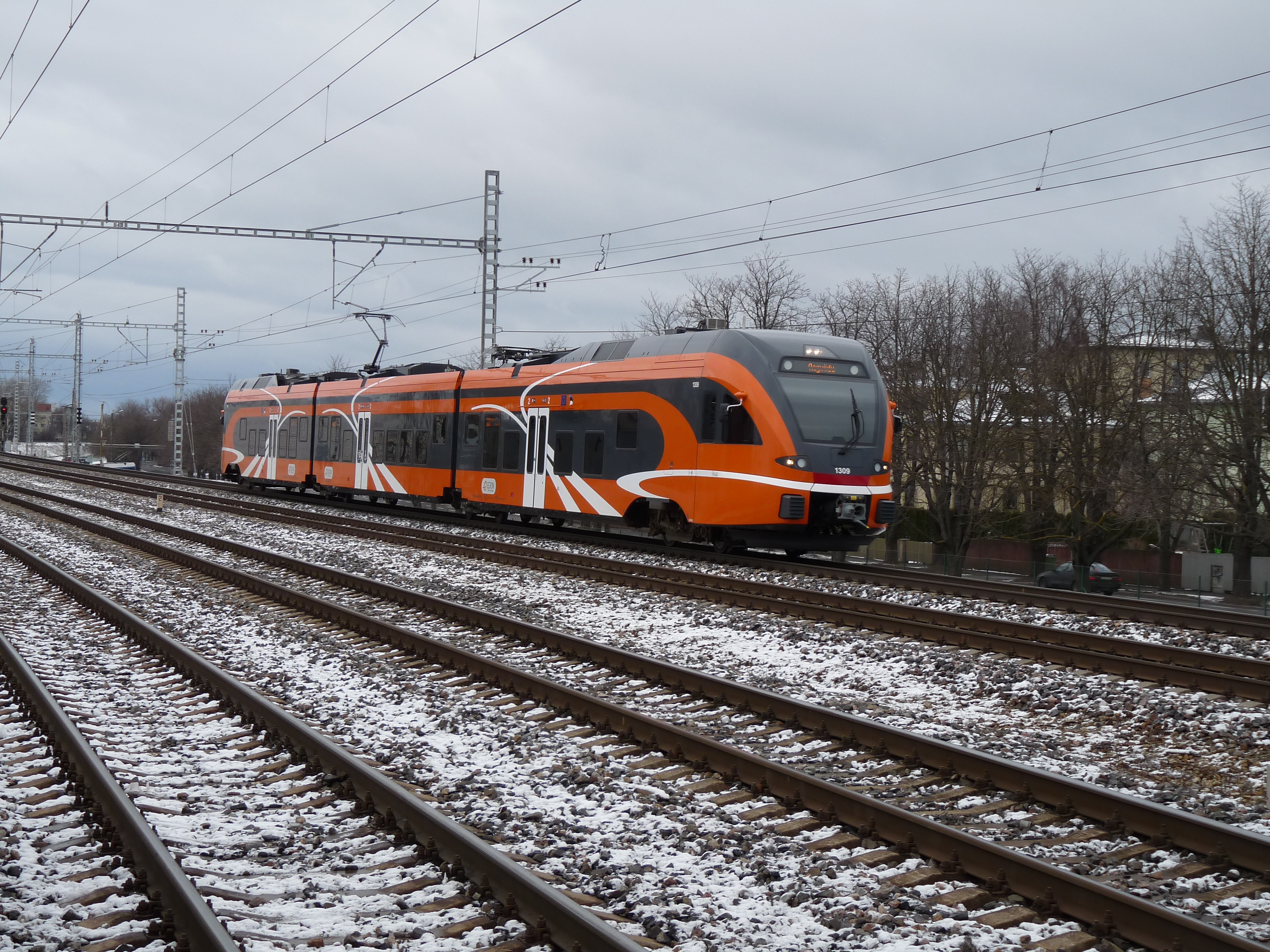
Ligne Tallinn-Keila à Lilleküla.
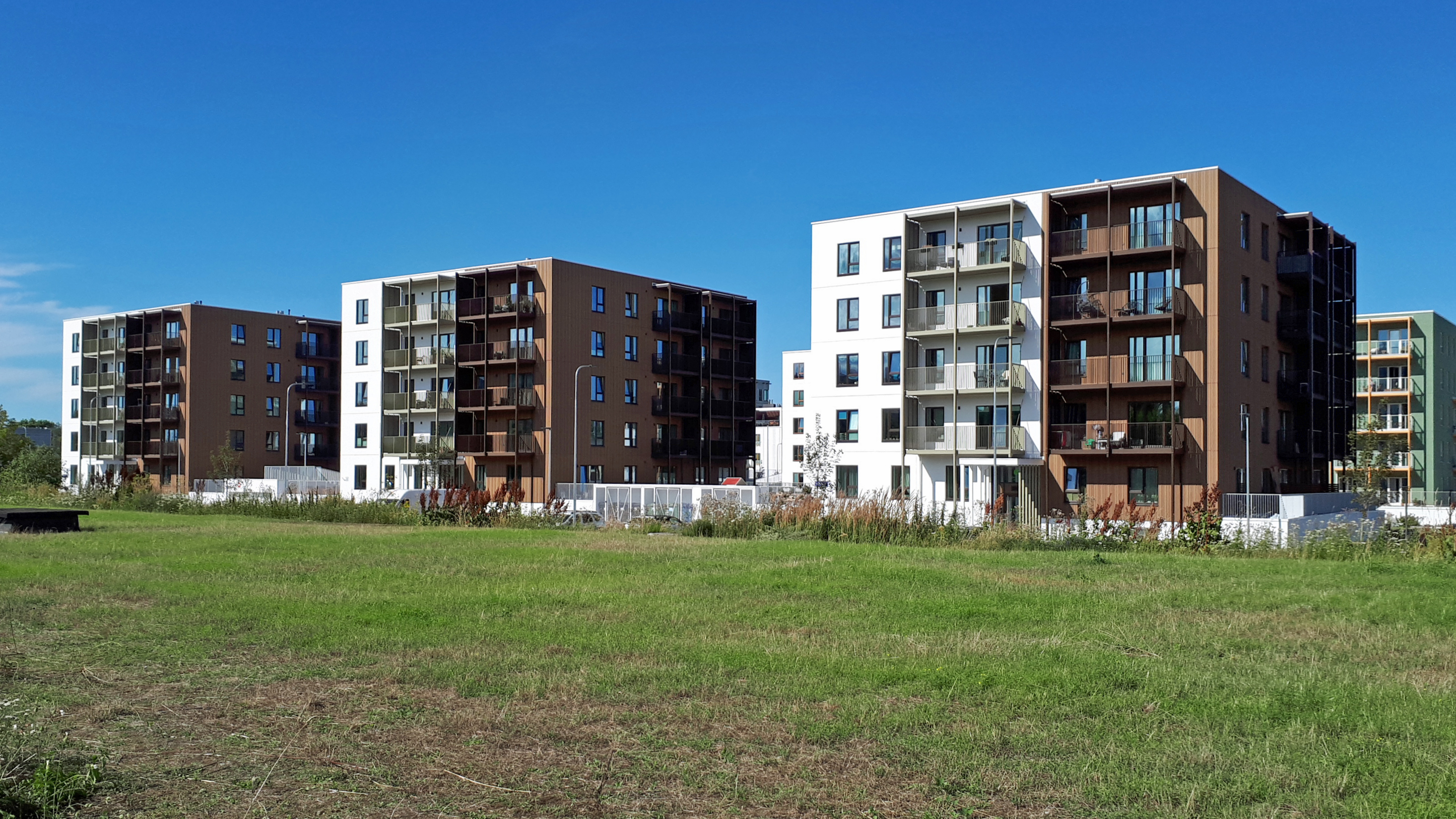
Immeubles résidentiels de la rue Vihitaja.